# Polar Bear Peak
Polar Bear Peak je hora o nadmořské výšce 2016 metrů v pohoří Chugach na Aljašce v USA.
Hora se nachází v Chugach State Park, 35 km východně od města Anchorage a 8 km východně od jezer Symphony Lake a Eagle Lake. Jedna ze zdrojnic řeky Eagle má pramen na západní straně hory.
Horu v roce 1963 pojmenovali členové horolezeckého klubu Mountaineering Club of Alaska, kterým tvar sněhového pole na severním výběžku hory připomínal ledního medvěda.